# Amendement Dickey
L'Amendement Dickey, aussi connu sous le nom Amendement Dickey-Wicker, est un amendement de 1995 interdisant l'utilisation de fonds fédéraux des États-Unis pour la création d'embryons humains destinés à la recherche.
Le nom de l'amendement vient de Jay Dickey (représentant de l'Arkansas) et de Roger Wicker (représentant républicain du Mississippi).